# Brigitte Servatius
Brigitte Servatius (* 16. September 1944) ist eine deutsche Kommunalpolitikerin (SPD).

## Werdegang
Servatius war Lehrerin an einer Hauptschule. Bei der Bürgermeisterwahl in Gauting 1996 scheiterte sie im ersten Wahlgang an Ekkehard Knobloch und war danach stellvertretende Bürgermeisterin. Im Jahr 2002 setzte sie sich bei der Kommunalwahl gegen Georg von Aretin (CSU) und Martin Zeil (FDP) durch und wurde Erste Bürgermeisterin von Gauting. 2008 wurde sie im Amt bestätigt. In ihrer Zeit organisierte die Ortsumgehung bei Oberbrunn.
Bei der Bürgermeister-Wahl 2014 konnte sie aus Altersgründen nicht mehr antreten. Zu ihrer Nachfolgerin wurde Brigitte Kössinger (CSU) gewählt.
Die Pläne für eine Kandidatur bei der Landtagswahl 2013 zog sie aus gesundheitlichen Gründen zurück. Nach ihrer Zeit als Bürgermeisterin engagiert sie sich in der Flüchtlingshilfe. Anfang 2024 wurde ihr vom Gemeinderat Gauting die Ehrenbürgerwürde verliehen. Im selben Jahr setzte sie sich gegen den Bau von Windrädern auf Gemeindegebiet ein.